# João VII de Jerusalém
João VII de Jerusalém foi o patriarca de Jerusalém entre 964 e 966. Seu nome era Yuhanna ibn Jammi.
Ele foi queimado na fogueira por uma turba muçulmana após ter escrito ao imperador bizantino Nicéforo II Focas pedindo que ele se apressasse em salvar a Palestina das mãos dos califas fatímidas.

## Vida e obras
João foi provavelmente um dos mais desafortunados bispos de Jerusalém. Durante o seu episcopado, o governador Mohammed Ismael Ibn as Sanadji governava a cidade. Em 966, após João ter reclamado diversas vezes para El Hasan, governador de Ramleh, Mohammed, buscando se vingar, incitou uma multidão contra ele. O populacho incendiou a Igreja do Santo Sepulcro, causando o desmoronamento do seu domo. Em seguida, eles foram até a Igreja do Monte Sião com o objetivo de também incendiá-la. No dia seguinte, a multidão descobriu que João estava escondido numa cisterna de óleo na Igreja do Santo Sepulcro (ou "da Ressurreição" - Anastasis). Após o terem linchado, a multidão botou fogo em seu corpo no pátio da igreja. 
Outra versão para seu martírio conta que ele foi queimado vivo por que o imperador bizantino Nicéforo II Focas (r. 963-969) havia reconquistado as províncias da Cilícia e da Síria e os muçulmanos da cidade queriam se vingar dos cristãos.